# Dalzell House

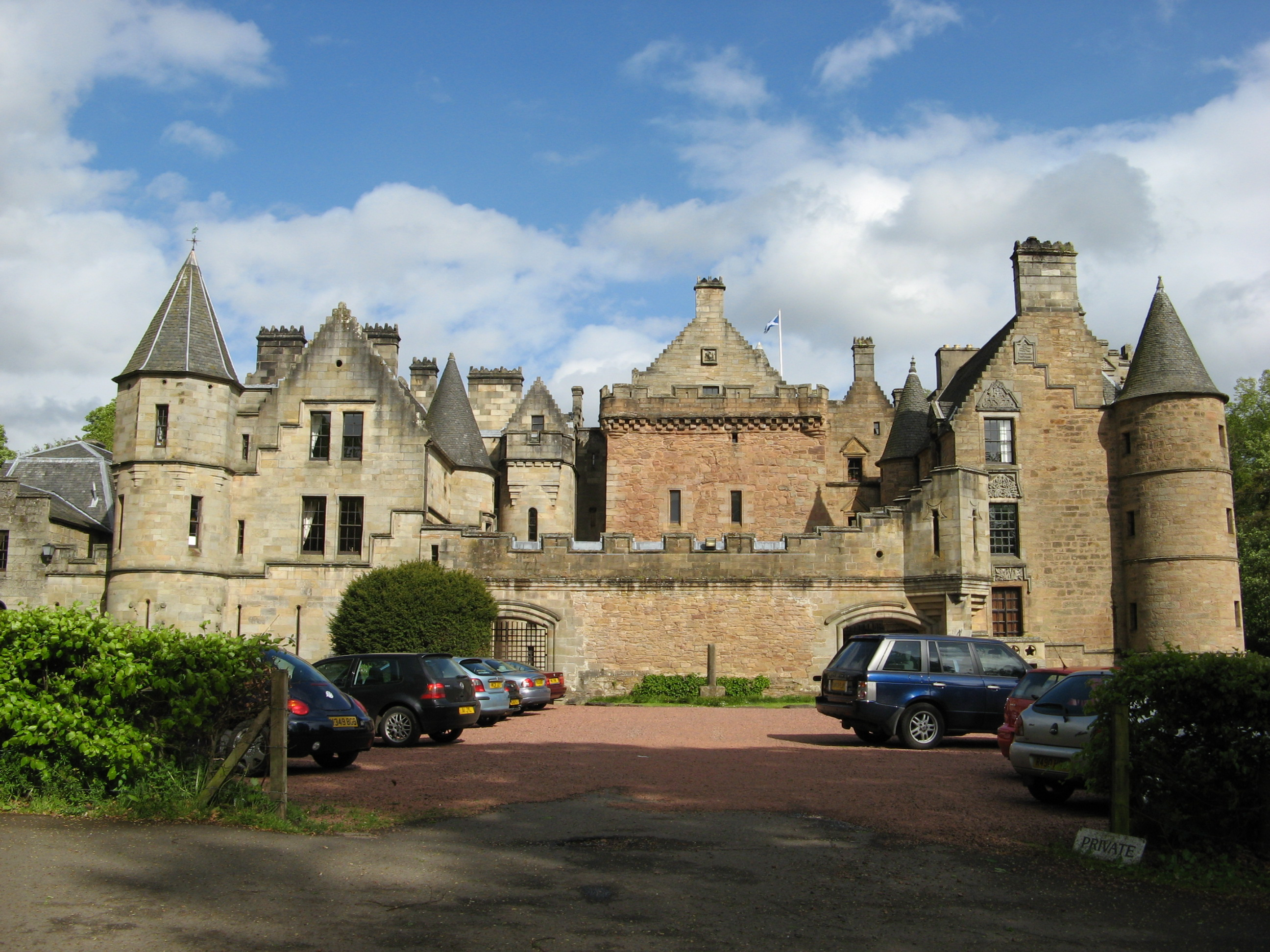
Dalzell House

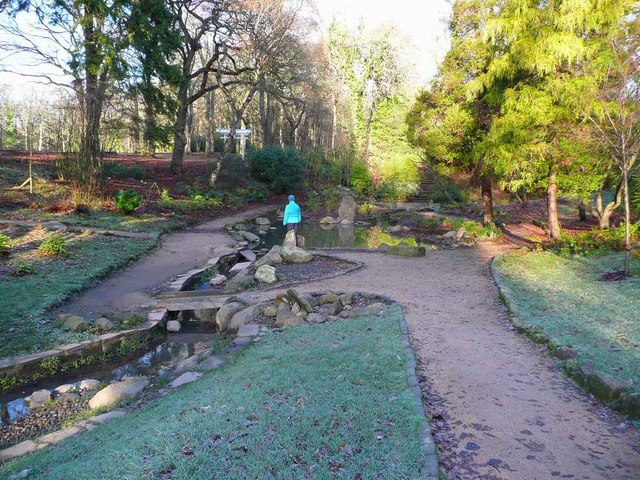
Japanischer Garten

Dalzell House, auch Dalzell Castle oder Dalziel House, ist ein Schloss in der schottischen Stadt Motherwell in der Council Area North Lanarkshire. Es liegt südöstlich der Stadt in einer ausgedehnten Parkanlage. 1971 wurde Dalzell House in die schottischen Denkmallisten in der höchsten Kategorie A, die Außenanlagen 1987 in das Inventory of Gardens and Designed Landscapes in Scotland aufgenommen.

## Geschichte
Die Ländereien befanden sich zunächst in Besitz des Hauses Dalzell. 1342 enteignete der schottische König Robert Dalzell jedoch, da sich dieser bereits zu lange in England aufgehalten hatte. Später wurden sie dem Clan Hamilton zugesprochen. Zu den ältesten Gebäudeteilen von Dalzell House gehört ein Wehrturm, der auf das 15. Jahrhundert datiert wird. Dieser bildet heute das Kernstück des Gebäudes. James Hamilton of Boggs ließ den Turm im Jahre 1649 um mehrere Gebäudeteile erweitern und legte damit die Basis für das heutige Schloss. Außerdem ließ er einen Park jenseits des Hauses anlegen.
Im 18. Jahrhundert verschlechterten sich die finanziellen Verhältnisse des Hauses Hamilton und das Schloss verfiel zusehends. Als im 19. Jahrhundert Gewinne im Kohle- und Stahlsektor erwirtschaftet wurden, ließen die Eigentümer umfangreiche Modernisierungsmaßnahmen durchführen. In diesem Zuge wurde Dalzell House zwischen 1857 und 1859 auch erweitert. Als Architekt war Robert William Billings für die Planung verantwortlich, der selbst drei Jahre in dem Schloss lebte und zahlreiche Arbeiten selbst ausführte. Zu dem Ausbau des Anwesens und der Parkanlagen zählte auch die Errichtung dreier Pförtnerhäuser, Clyde Bridge, North Lodge und Burn Grange. 1869 musste ein Teil von Dalzell House nach einem Brand restauriert werden. Nach dem Tod von Gavin Hamilton, 2. Baron Hamilton of Dalzell wurde das Anwesen zunächst bis 1967 als Schule genutzt und anschließend von der Stadt Motherwell erworben. 1985 wurde es verkauft und wird nach Umbaumaßnahmen seitdem als Wohnhaus genutzt.